# Sam Simon (nave)
La SAM SIMON è la quarta imbarcazione Sea Shepherd Conservation Society, prende il nome dal produttore e sceneggiatore Sam Simon che ha donato i soldi necessari per l'acquisto.
L'identità dell'imbarcazione è stata tenuta segreta, per poi essere rivelata durante l'incontro con la flotta baleniera giapponese nel 2012.